# Hồ Hữu Vọng
Hồ Hữu Vọng là hồ từng tồn tại ở Hà Nội, thuộc một phần hồ Lục Thủy – một hồ cổ trong khu vực trung tâm thành phố. Hiện hồ đã bị lấp và gần như không còn dấu tích sót lại.

## Lịch sử

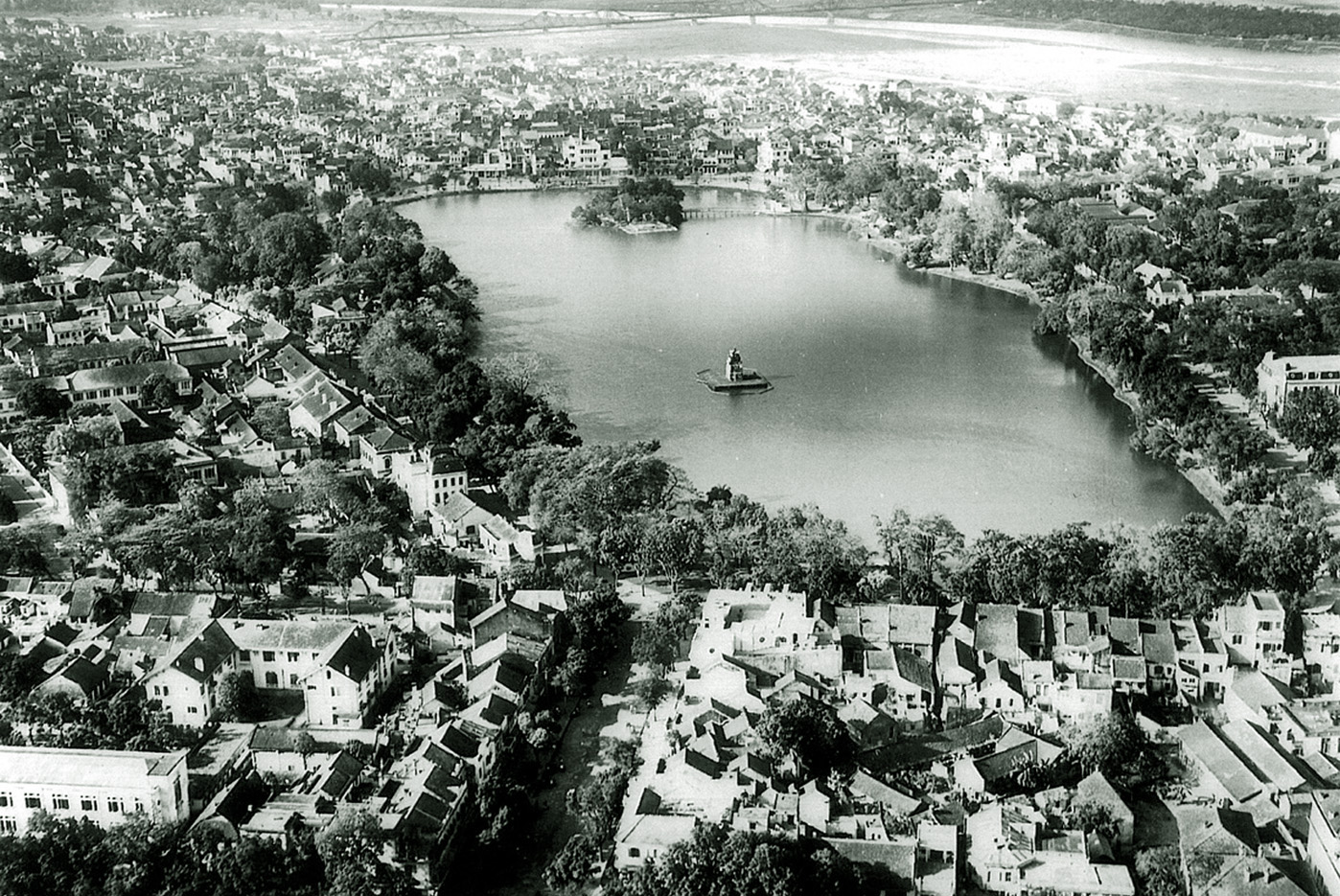
Hồ Hoàn Kiếm vào thế kỷ 20, trước đó là hồ Tả Vọng, tiền thân là hồ Lục Thủy.

Trong lịch sử, tiền thân của hồ Hữu Vọng là hồ Lục Thủy, một đầm nước lớn tại trung tâm Hà Nội và là khúc chết của sông Nhị Hà.
Năm 1599, vào thời Lê trung hưng, chúa Trịnh Tùng đã cho xây Chính phủ phía Tây hồ Lục Thủy. Những năm sau đó, công trình liên tục được mở rộng; đến năm 1664, chúa Trịnh Doanh cho lấp phía Đông hồ để xây lầu Ngũ Long (ngày nay là khu vực của Bưu điện Hà Nội) cao 70 m, mang hình năm con rồng. Để có đường cưỡi voi sang lầu, chúa Trịnh quyết định đắp một đoạn đường chia cắt hồ Lục Thủy làm hai, nửa trên gọi là hồ Tả Vọng (hồ Hoàn Kiếm hiện nay) và nửa dưới là hồ Hữu Vọng (theo hướng nhìn từ phủ chúa Trịnh). Hồ Hữu Vọng thời điểm này cũng được dùng làm đất tập luyện cho lính thủy của triều đình và đến đời Tự Đức nhà Nguyễn thì có tên gọi khác là hồ Thủy Quân.
Hồ Hữu Vọng, nay là từ phố Tràng Thi đến phố Hàng Chuối, Lò Đúc, theo thời gian đã bị lấp dần. Từ năm 1884, tức sau khi Hòa ước Quý Mùi được ký kết, người Pháp lấp hồ đi để mở rộng khu vực Đồn Thủy và duy có hồ Tả Vọng thì được giữ lại do rộng và sâu hơn, nhưng cũng bị giảm diện tích xuống kích thước hiện tại. Một phần hồ Hữu Vọng sau này trở thành hồ Thái Cực rồi chia tiếp thành các hồ nhỏ hơn, trước khi hoàn toàn biến mất. Hồ Thái Cực từng được nối với hồ Hoàn Kiếm thông qua một con lạch và bắc qua nó là một cây cầu gỗ (con phố có cầu bắc qua sau này được đặt tên là phố Cầu Gỗ). Đến nay, dấu vết của hồ chỉ còn sót lại ở tên của phố Vọng Đức, do hai thôn cũ Hữu Vọng và Đức Bác sáp nhập làm một.